# Coelopencyrtus hylaei
Coelopencyrtus hylaei is een vliesvleugelig insect uit de familie Encyrtidae. De wetenschappelijke naam is voor het eerst geldig gepubliceerd in 1958 door Burks.